# Municipio de Saddle Butte
El municipio de Saddle Butte (en inglés: Saddle Butte Township) es un municipio ubicado en el condado de Golden Valley en el estado estadounidense de Dakota del Norte. En el año 2010 tenía una población de 25 habitantes y una densidad poblacional de 0,27 personas por km².

## Geografía
El municipio de Saddle Butte se encuentra ubicado en las coordenadas 47°1′16″N 103°58′34″O / 47.02111, -103.97611. Según la Oficina del Censo de los Estados Unidos, el municipio tiene una superficie total de 91.83 km², de la cual 91,37 km² corresponden a tierra firme y (0,5 %) 0,46 km² es agua.

## Demografía
Según el censo de 2010, había 25 personas residiendo en el municipio de Saddle Butte. La densidad de población era de 0,27 hab./km². De los 25 habitantes, el municipio de Saddle Butte estaba compuesto por el 96 % blancos y el 4 % eran de una mezcla de razas. Del total de la población el 4 % eran hispanos o latinos de cualquier raza.